# Louise Erdrich
Karen Louise Erdrich (Little Falls (Minnesota), 7 juni 1954) is een Amerikaanse auteur van romans, poëzie en kinderboeken, vaak met indiaanse personages en thema’s. Ze is lid van de Turtle Mountain Band of Chippewa Indians, een stam van de Ojibweg.
Erdrich wordt gezien als een van de belangrijkste schrijvers van de tweede golf van de Native American Renaissance. Een fictief indianenreservaat in de Amerikaanse staat North Dakota speelt een belangrijke rol in veel van Erdrichs romans, die deels zijn geïnspireerd door haar eigen familiegeschiedenis en achtergrond. 
Haar werk is meerdere malen bekroond. In 2021 kreeg zij de Pulitzerprijs voor fictie voor haar roman The Nightwatchman. Een aantal van haar boeken is in het Nederlands vertaald.

## Biografie
Erdrich was de oudste van zeven kinderen van Ralph Erdrich, een Duits-Amerikaan, en Rita Gourneau, een Chippewa vrouw van deels Franse afkomst. Erdrichs grootvader van moederskant, Patrick Gourneau, was jarenlang stamvoorzitter van de Turtle Mountain Band of Chippewa Indians. Hoewel ze niet in een reservaat opgroeide, bezocht ze daar vaak familieleden. Ze werd katholiek opgevoed.
Erdrich studeerde 1972 tot 1976 Engelse taal- en letterkunde aan Dartmouth College en behaalde daar een Bachelor of Arts. Ze maakte deel uit van de eerste lichting vrouwen die toegelaten werden tot deze universiteit. Zij werd door colleges in het kader van Native American Studies geïnspireerd om zich te verdiepen in haar eigen afkomst. In 1979 behaalde Erdrich een Master of Arts in Writing aan de Johns Hopkins-universiteit in Baltimore (Maryland). 
Erdrich was van 1981 tot 1995 getrouwd met Michael Dorris, een anthropoloog. In de beginjaren van haar huwelijk en schrijverschap werkte Erdich veel samen met Dorris, vooral wat betreft het ontwikkelen van het plot van haar boeken.

## Schrijverschap
In 1979 schreef ze "The World's Greatest Fisherman", een kort verhaal over de begrafenis van een Ojibwe vrouw op een fictief reservaat in North Dakota. Op aandringen van haar man stuurde ze het verhaal in 1982 in voor de Nelson Algren Short Fiction wedstrijd in 1982, die ze ook won. Uiteindelijk werd het verhaal het eerste hoofdstuk van haar debuutroman, Love Medicine (1984) waarvoor ze de National Book Critics Circle Award kreeg. Het was de eerste keer dat een debuutroman deze prijs kreeg.
Het fictieve Indianenreservaat in North Dakota uit Love Medicine bleef een belangrijke rol spelen in veel van Erdrichs latere romans. Haar boeken bestrijken de periode van 1912 tot nu, en zijn geïnspireerd door haar eigen familiegeschiedenis en achtergrond. Ze beschrijven de relaties tussen de indianen onderling, de lotgevallen van blanke families, waarvan sommige van Duitse afkomst, en de verhoudingen tussen "native Americans" en "European Americans". 
De roman The Antelope Wife (1998) is de eerste die zich niet binnen de vertrouwde setting van het reservaat afspeelt. Hierin onderzoekt Erdrich vooral de vraag hoe mensen van zowel inheemse als Europese afkomst kunnen omgaan met het trauma van het verleden, en kunnen leven in de multiculturele samenleving van de VS zonder hun afkomst te verloochenen.
In 1984 publiceerde Erdrich haar eerste dichtbundel Jacklight, die de strijd tussen inheemse en niet-inheemse culturen belicht, maar ook familie, verwantschapsbanden, autobiografische meditaties, monologen en liefdespoëzie viert. Ze verwerkt elementen van Ojibweg mythen en legenden in haar poëzie. Later volgden de bundels Baptism of Desire (1989)  en Original Fire (2003).  Zij is ook de auteur van een aantal kinderboeken.

## Waardering
Erdrich wordt gezien als een van de belangrijkste schrijvers van de tweede golf van de Native American Renaissance. Haar romans zijn vaak geschreven vanuit het perspectief van verschillende vertellers. De personages in de romans van Erdrich zijn complex. Erdrich laat zowel hun positieve als hun negatieve kanten zien. Haar stijl is levendig en humoristisch en doet denken aan indiaanse verhalen over bedriegers ('tricksters') en aan Europese schelmenromans. Haar werk wordt ook wel gecategoriseerd als magisch realisme, omdat paranormale elementen een rol spelen.
Haar werk is meerdere malen bekroond. In 2021 kreeg zij de Pulitzerprijs voor fictie voor haar roman The Nightwatchman. Een aantal van haar boeken is in het Nederlands vertaald. 

## Boekwinkel en uitgeverij
Erdrich is de eigenaar van Birchbark Books, een kleine onafhankelijke boekhandel in Minneapolis die zich richt op Native American literatuur en de indianengemeenschap. Een vergelijkbare boekwinkel speelt een belangrijke rol in Erdrich roman The Sentence (2021). Wiigwaas Press, een kleine non-profit uitgeverij opgericht door Erdrich en haar zuster, is verbonden aan de winkel.

## Prijzen (selectie)
- National Book Critics Circle Award, 1984 voor Love Medicine
- World Fantasy Award, voor The Antelope Wife
- National Book Award, Sparte Fiction, 2012 voor The Round House
- Library of Congress Prize for American Fiction, 2015
- National Book Critics Circle Award, 2016 voor LaRose
- Phoenix Award, 2019 voor The Birchbark House
- Aspen Words Literary Prize, 2021 voor The Night Watchman
- Pulitzer-Prijs, 2021 voor The Night Watchman

## Werk

### Romans
- Love Medicine. 1984.  Nederlandse vertaling: Liefdesmedicijn
- The Beet Queen. 1986. Nederlandse vertaling: De Suikerbietenkoningin
- Tracks. 1988. Sporen
- The Crown of Columbus. 1991. Met Michael Dorris. Nederlandse vertaling: De kroon van Columbus
- The Bingo Palace. 1994.
- Tales of Burning Love. 1996.  Nederlandse vertaling: Verhalen van brandende liefde
- The Antelope Wife. 1998.
- The Last Report on the Miracles at Little No Horse. 2000.
- The Master Butchers Singing Club. 2003.
- Four Souls. 2004.
- The Painted Drum. 2005.
- The Plague of Doves. 2008. Nederlandse vertaling:  De Duivenplaag
- Shadow Tag. 2010.
- The Round House. 2012.
- LaRose. 2016.
- Future Home of the Living God. 2017. Nederlandse vertaling: Toekomstig huis van de levende god.
- The Night Watchman. 2020. Nederlandse vertaling: De Nachtwaker
- The Sentence. 2021. Nederlandse vertaling: Sleutelwoorden

### Gedichten
- Jacklight. 1984.
- Baptism of Desire. 1989.
- Original Fire: Selected and New Poems. 2003.

### Kinderboeken
- Grandmother's Pigeon. 1996.
- The Birchbark House. 1999. Nederlandse vertaling: Omakayas, het meisje van het Geesteneiland
- The Range Eternal. 2002.
- The Game of Silence. 2005.
- The Porcupine Year. 2008.
- Chickadee. 2012.